# فرودگاه توگیاک
فرودگاه توگیاک (به انگلیسی: Togiak Airport) یک فرودگاه همگانی باربری با کد یاتا TOG است که یک باند فرود شن دارد و طول باند آن ۱۳۴۱ متر است. این فرودگاه در کشور ایالات متحده آمریکا قرار دارد و در ارتفاع ۶ متری از سطح دریا واقع شده است.